# Модена (провінція)
Провінція Модена (італ. Provincia di Modena) — провінція в Італії, у регіоні Емілія-Романья. 
Площа провінції — 2 689 км², населення — 706 787 осіб.
Столицею провінції є місто Модена.

## Географія

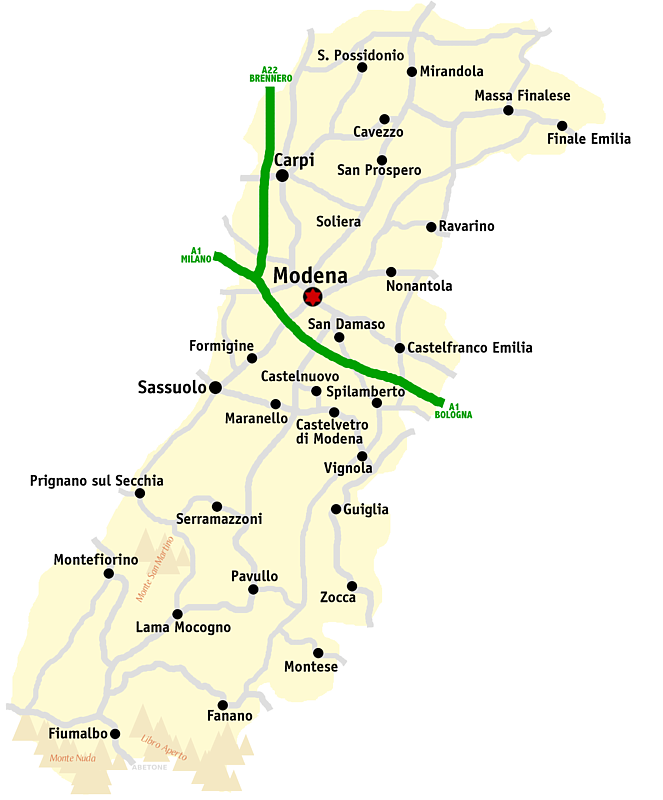
Мапа провінції

Межує на півночі з регіоном Ломбардія (провінцією Мантуя), на сході з провінцією Феррара і провінцією Болонья, на півдні з регіоном Тоскана (провінцією Лукка і провінцією Пістоя), на заході з провінцією Реджо-Емілія.